# Campionats del món de ciclocròs de 1996
Els Campionats del món de ciclocròs de 1996 foren la 47a edició dels mundials de la modalitat de ciclocròs i es disputaren el 3 i 4 de febrer de 1996 a Montreuil, Sena Saint-Denis, França. Amb la inclusió del campionat sub-23, foren tres les proves disputades.

## Resultats
| Prova        | Or                 | Plata            | Bronze          |
| Cursa elit   | Adrie van der Poel | Daniele Pontoni  | Luca Bramati    |
| Cursa sub-23 | Miguel Martinez    | Patrick Blum     | Zdeněk Mlynář   |
| Cursa júnior | Roman Peter        | Gaizka Lejarreta | Gregory Lapalud |

## Classificacions

### Classificació de la prova elit
| Pos. | Ciclista            | País          | Temps   |
| ---- | ------------------- | ------------- | ------- |
|      | Adrie van der Poel  | Països Baixos | 56:12 m |
|      | Daniele Pontoni     | Itàlia        | + 0:00  |
|      | Luca Bramati        | Itàlia        | + 0:00  |
| 4    | Henrik Djernis      | Dinamarca     | + 0:09  |
| 5    | Erwin Vervecken     | Bèlgica       | + 0:09  |
| 6    | Emmanuel Magnien    | França        | + 0:09  |
| 7    | Dieter Runkel       | Suïssa        | + 0:21  |
| 8    | Richard Groenendaal | Països Baixos | + 0:21  |
| 9    | Jérôme Chiotti      | França        | + 0:39  |
| 10   | Beat Wabel          | Suïssa        | + 0:59  |

### Classificació de la prova sub-23
| Pos. | Ciclista          | País          | Temps       |
| ---- | ----------------- | ------------- | ----------- |
|      | Miguel Martinez   | França        | 46 min 57 s |
|      | Patrick Blum      | Suïssa        | + 0:00      |
|      | Zdeněk Mlynář     | Txèquia       | + 0:04      |
| 4    | Maarten Nijland   | Països Baixos | + 0:04      |
| 5    | Kamil Ausbucher   | Txèquia       | + 0:14      |
| 6    | David Süssemilch  | Txèquia       | + 0:14      |
| 7    | Dario David Cioni | Itàlia        | + 0:14      |
| 8    | Beat Blum         | Suïssa        | + 0:14      |
| 9    | Christophe Morel  | França        | + 0:19      |
| 10   | Giullaume Benoist | França        | + 0:25      |

### Classificació de la prova júnior
| Pos. | Ciclista           | País    | Temps       |
| ---- | ------------------ | ------- | ----------- |
|      | Roman Peter        | Suïssa  | 40 min 55 s |
|      | Gaizka Lejarreta   | Espanya | + 0:59      |
|      | Gregory Lapalud    | França  | + 0:59      |
| 4    | Peter Frei         | Suïssa  | + 0:59      |
| 5    | David Derepas      | França  | + 0:59      |
| 6    | John Gadret        | França  | + 0:59      |
| 7    | Christian Trafelet | Suïssa  | + 0:59      |
| 8    | Bart Wellens       | Bèlgica | + 1:23      |
| 9    | Matthias Kern      | Suïssa  | + 1:36      |
| 10   | David Tický        | Txèquia | + 1:36      |

## Medaller
| Pos. | País          | Or | Plata | Bronze | Total |
| 1    | Suïssa        | 1  | 1     | 0      | 2     |
| 2    | França        | 1  | 0     | 1      | 2     |
| 3    | Països Baixos | 1  | 0     | 0      | 1     |
| 4    | Itàlia        | 0  | 1     | 1      | 2     |
| 5    | Espanya       | 0  | 1     | 0      | 1     |
| 6    | Txèquia       | 0  | 0     | 1      | 1     |